# David Crystal
David Crystal, född 6 juli 1941 i Lisburn i Nordirland, är en brittisk språkvetare.